# 江戸六塔
江戸六塔（えどろくとう）は、江戸時代に建立された江戸の仏塔。寛永寺（現存）、池上本門寺（現存）、芝増上寺（東京大空襲で焼失）、浅草寺（東京大空襲で焼失、戦後コンクリート造で位置を変えて再建）、谷中天王寺（放火により焼失）の5つの五重塔に宝仙寺の三重塔（東京大空襲で焼失後、飛鳥様式で再建）を加えた全6塔のこと。

## ギャラリー

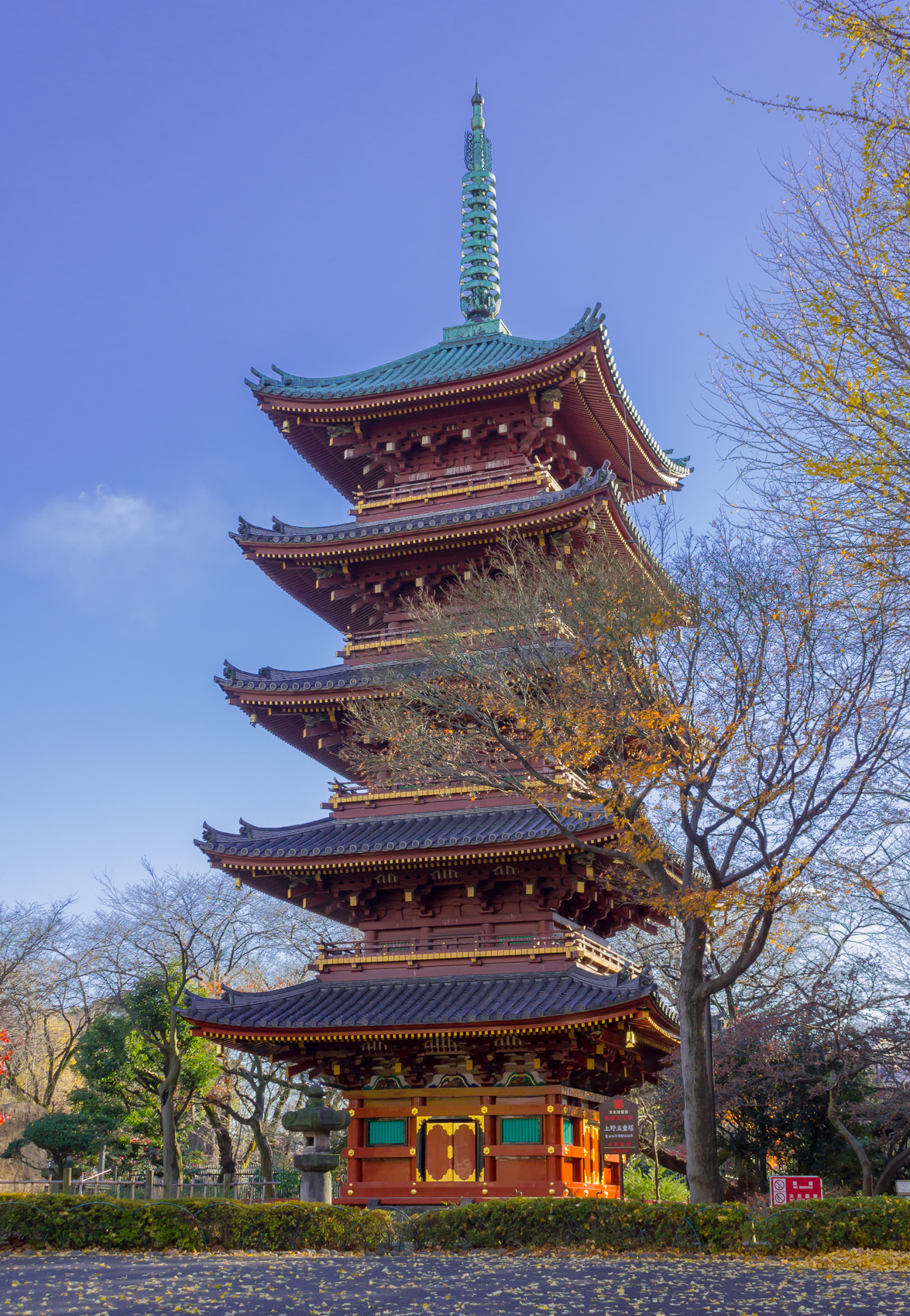
旧寛永寺五重塔 （上野動物園内）
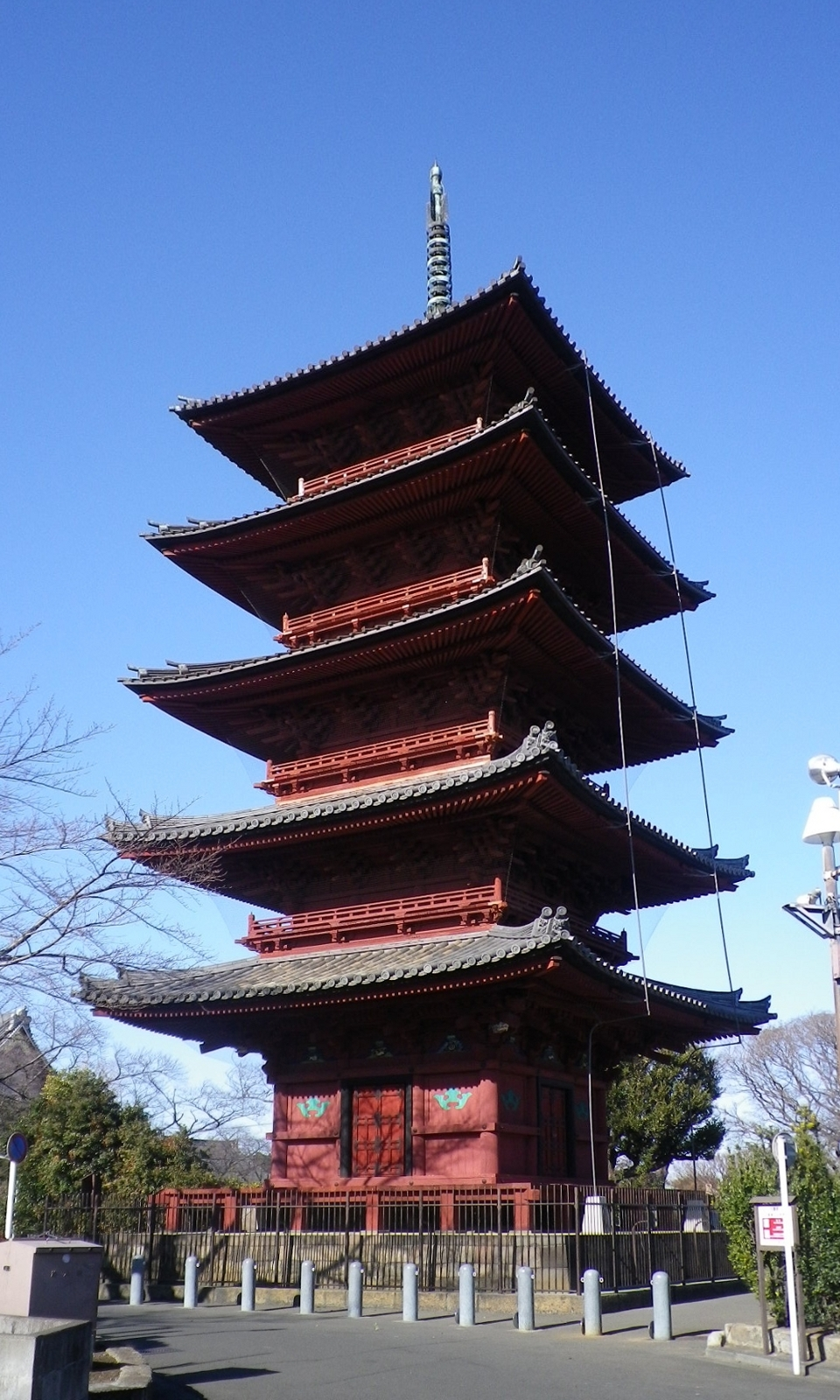
池上本門寺五重塔
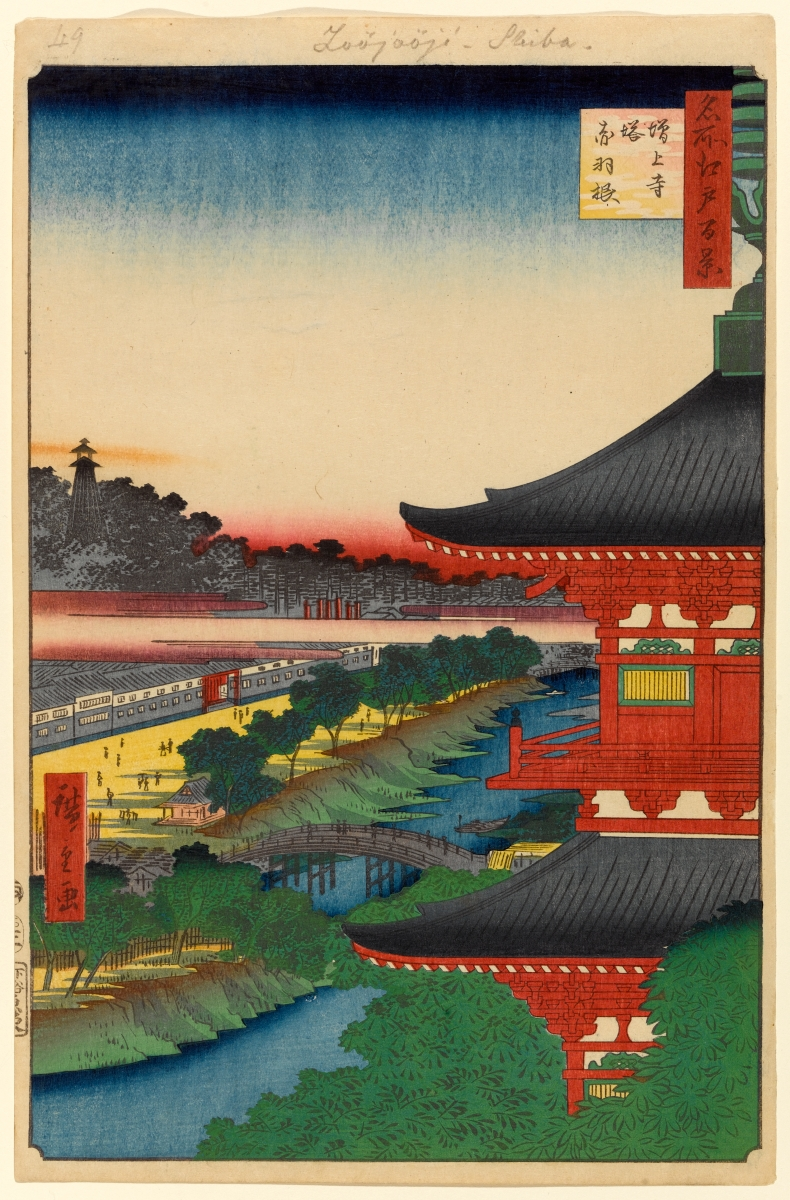
増上寺五重塔 『名所江戸百景』より
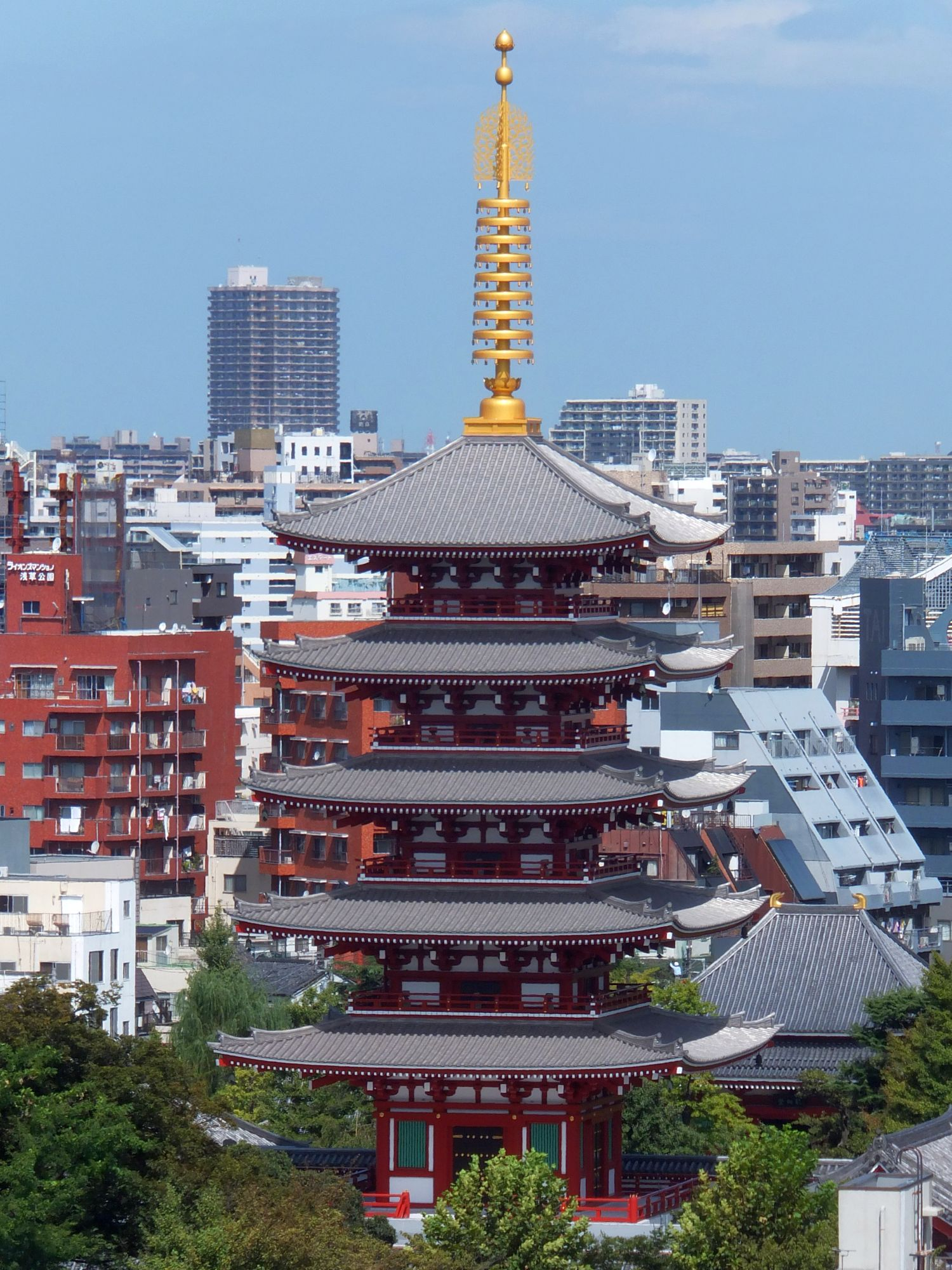
浅草寺五重塔
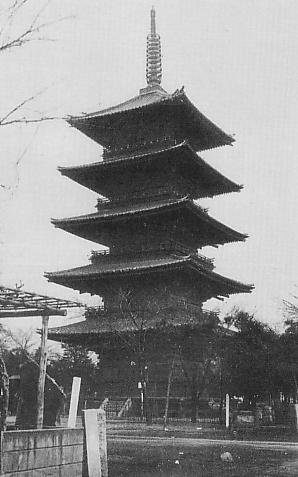
天王寺五重塔
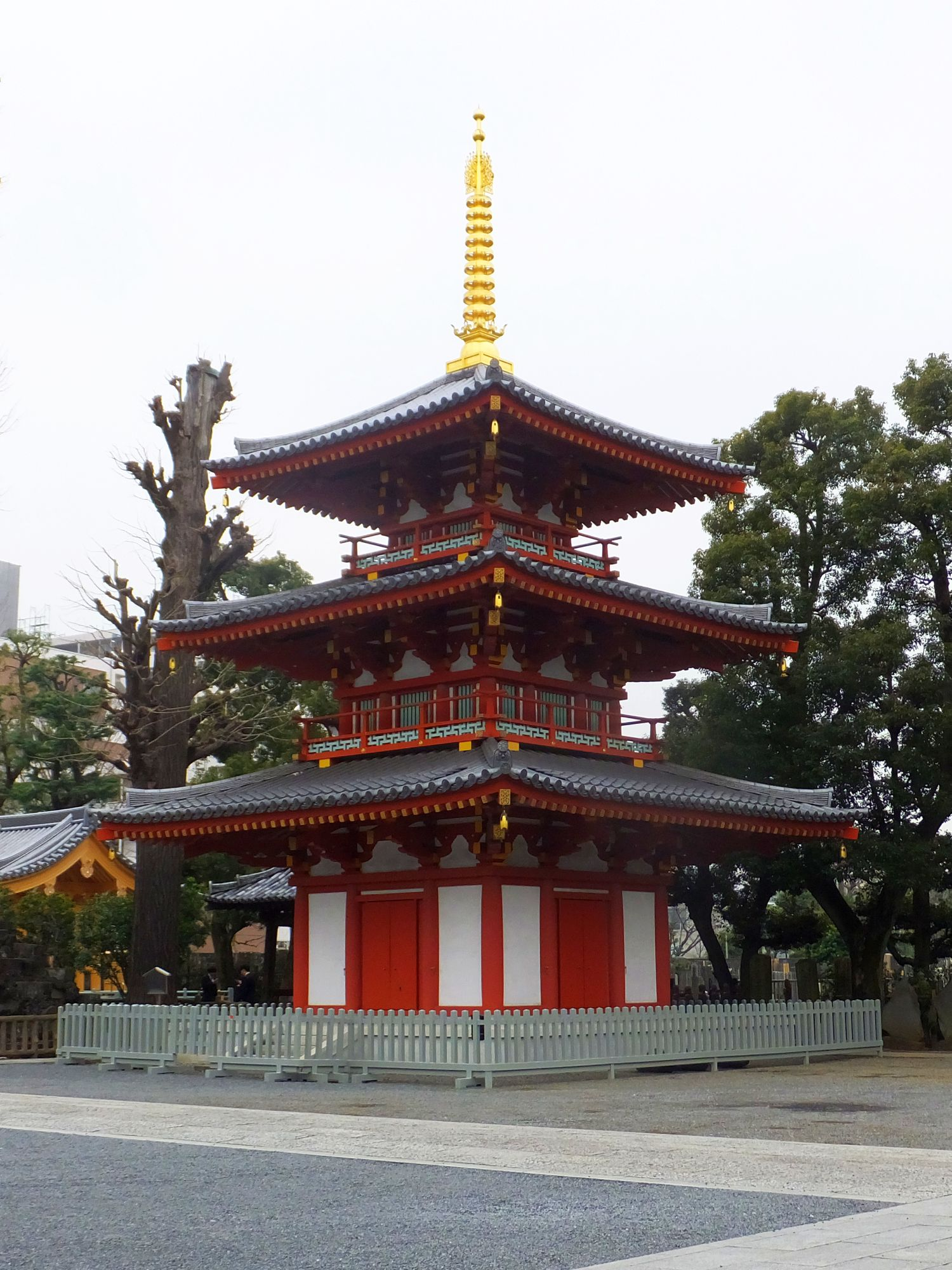
宝仙寺三重塔

## 参考資料
- 『新訂 江戸名所図会』筑摩書房